# Lacto-ovo vegetarianism

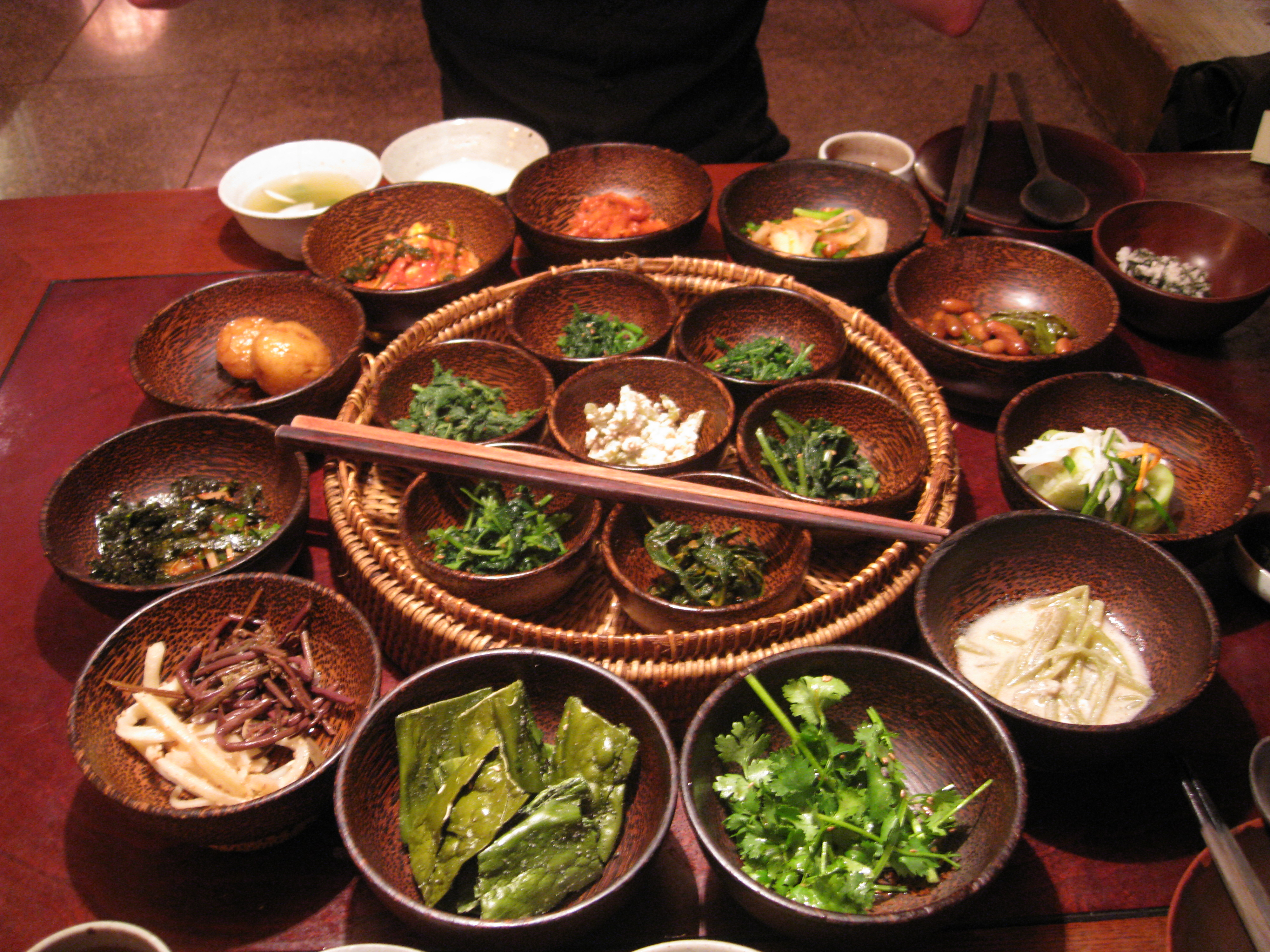
Cină vegetariană din Coreea

Un lacto-ovo vegetarian este un vegetarian care include în dieta sa și produsele lactate și ouăle. Prin definiție, ca vegetarian, nu mănâncă mezeluri, pește, crustacee, stridiile sau carne animală de orice fel.

## Etimologie
Originile termenului sunt din limba latină: lacto- însemnând „lapte”, ovo-, „ou”, iar vege- însemnând vegetație, astfel dând definiția unei diete ce conține lactate, ouă și legume/fructe.

## Dietă
În lumea occidentală, majoritatea vegetarienilor sunt lacto-ovo. La mod general, când se vorbește despre termenul vegetarian, se presupune lacto-ovo vegetarian. Aceștia sunt adesea bine aprovizionați în restaurante sau magazine, în special în Europa și în orașele metropolitane din America de Nord.
Unii lacto-ovo vegetarieni motivați etic vor evita ouăle fertilizate, precum și caviarul, crezând că amândouă implică moartea animalului. Pe lângă acestea, se mai evită și cașcaval ce conține cheag (de miel sau vițel) și produse cu gelatină - sunt produse animale. În contrast, un vegetarian ce nu consumă niciun fel de produse animale se numește vegan.